# Sarmiento (Chubut)
Sarmiento is een plaats in het Argentijnse bestuurlijke gebied Sarmiento in de provincie Chubut. De plaats telt 8.028 inwoners.